# Neil Cross
Neil Cross (* 9. Februar 1969 in Bristol, England) ist ein für den Booker Prize nominierter Autor und Drehbuchautor, der im Vereinigten Königreich geboren und aufgewachsen ist und derzeit in Wellington, Neuseeland, lebt.

## Leben
Cross wurde in Bristol geboren und wuchs in Edinburgh mit seiner Mutter und seinem Stiefvater auf. Nach der Trennung beider zog er zurück nach Bristol und besuchte die Brislington Comprehensive School. Später ging er auf die University of Leeds, bevor er in der Verlagsindustrie anfing zu arbeiten. Im Jahr 2002 zog er mit seiner Familie nach Wellington. Er schreibt weiterhin, unter anderem ist er der Hauptautor der BBC-Fernsehserie Spooks – Im Visier des MI5 und der Erschaffer der Serie Luther mit Idris Elba.
Er war an dem Drehbuch des 2013 veröffentlichten Horrorfilms Mama beteiligt.

## Auszeichnungen
- 2012 Ngaio Marsh Award für Luther. The Calling (dt. Luther. Die Drohung. DuMont, Köln 2012)

## Bibliografie
- 2011: Luther. The Calling (dt. Luther. Die Drohung. DuMont, Köln 2012, ISBN 978-3-8321-6198-9)
- 2010: Captured
- 2009: Burial
- 2007: Natural History
- 2006: Heartland (ein Memorandum)
- 2004: Always the Sun (für den Booker Prize nominiert)
- 2003: Holloway Falls
- 1999: Christendom
- 1998: Mr In-Between (adaptiert in den Film Mr In-Between (auch The Killing Kind genannt))

## Filmografie

### Drehbuch
- 2001: A Murder Ballad (Mr In-Between)
- 2007–2008: Spooks – Im Visier des MI5 (Spooks, Fernsehserie, 8 Folgen)
- 2008: The Fixer (Fernsehserie)
- 2010: Whistle and I’ll Come to You (Fernsehfilm)
- 2013: Mama
- 2013: Doctor Who (Fernsehserie, 2 Folgen)
- 2014: Crossbones (Fernsehserie, 9 Folgen)
- 2015–2019: Luther (Fernsehserie, 20 Folgen)
- 2018: Hard Sun (Miniserie, 6 Folgen)
- 2023: Luther: The Fallen Sun